# José Silva Vidaurre
José Manuel Silva Vidaurre (Tokio, 15 de abril de 1954) es un diplomático chileno-japonés. A lo largo de su carrera diplomática fue Embajador de Chile en Polonia (2008, 2012-2014) y cumplió funciones diplomáticas en el Consulado General de Chile en Mendoza, Argentina, en la Embajada de Chile en Zaire, de Chile en Francia y de Chile en Alemania.

## Biografía
Estudió en la Universidad de Chile en la Facultad de Ciencias Políticas y Administrativas, y en la Academia Diplomática de Chile “Andrés Bello”. Sus estudios de postgrado los hizo en la Universidad Católica de Lovaina, Bélgica, obteniendo un Diploma en Ciencias Políticas y Relaciones Internacionales, con “Distinción”. 
Entre los principales cargos que ha tenido en Chile, están en el servicio del Ministerio de Relaciones Exteriores, siendo subjefe del Departamento Europa, subdirector de planificación, subdirector de la Dirección para Asuntos de Europa y director para Asuntos de Europa (junio de 2006). Entre los principales cargos que ha tenido en el exterior, cumplió funciones diplomáticas en el Consulado General de Chile en Mendoza, Argentina, en la Embajada de Chile en Zaire, en la Embajada de Chile en Francia, en la Embajada de Chile en la República Federal de Alemania, en la Misión de Chile ante la Unión Europea y la Embajada de Chile en Bélgica y Luxemburgo, y fue designado Embajador de Chile en Polonia en junio del año 2008, durando solo unos meses.
Habla los idiomas: Español, Francés, Inglés, Alemán y actualmente está casado y tiene tres hijos.

### Condecoraciones
- Oficial de la Orden al Mérito de la República Federal de Alemania
- Oficial de la Orden al Mérito de Francia
- Gran Cruz de la Orden al Mérito de Italia